# Dlhá nad Oravou

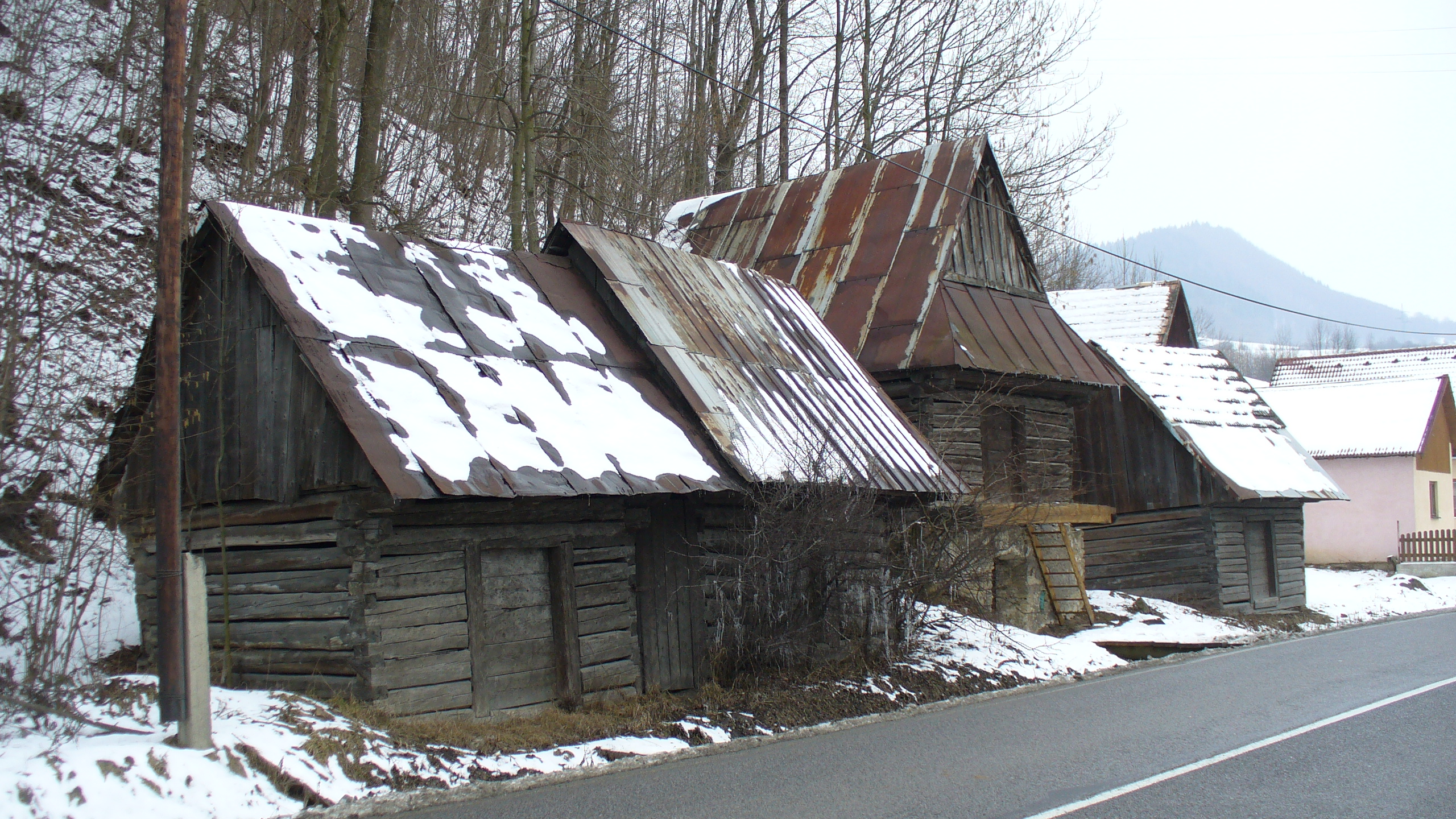
Dlhá nad Oravou

Dlhá nad Oravou is een Slowaakse gemeente in de regio Žilina, en maakt deel uit van het district Dolný Kubín.
Dlhá nad Oravou telt 1.395 inwoners.